# Hoshina (Klan)

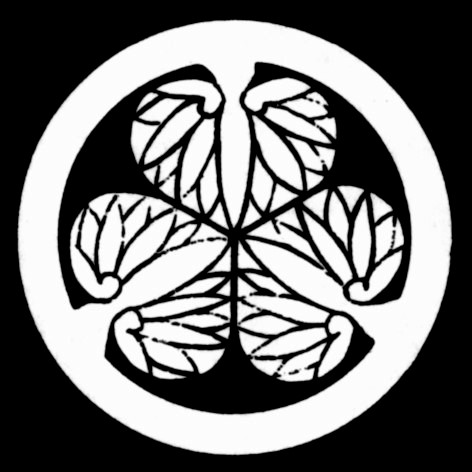
Wappen der Hoshina-Matsudaira

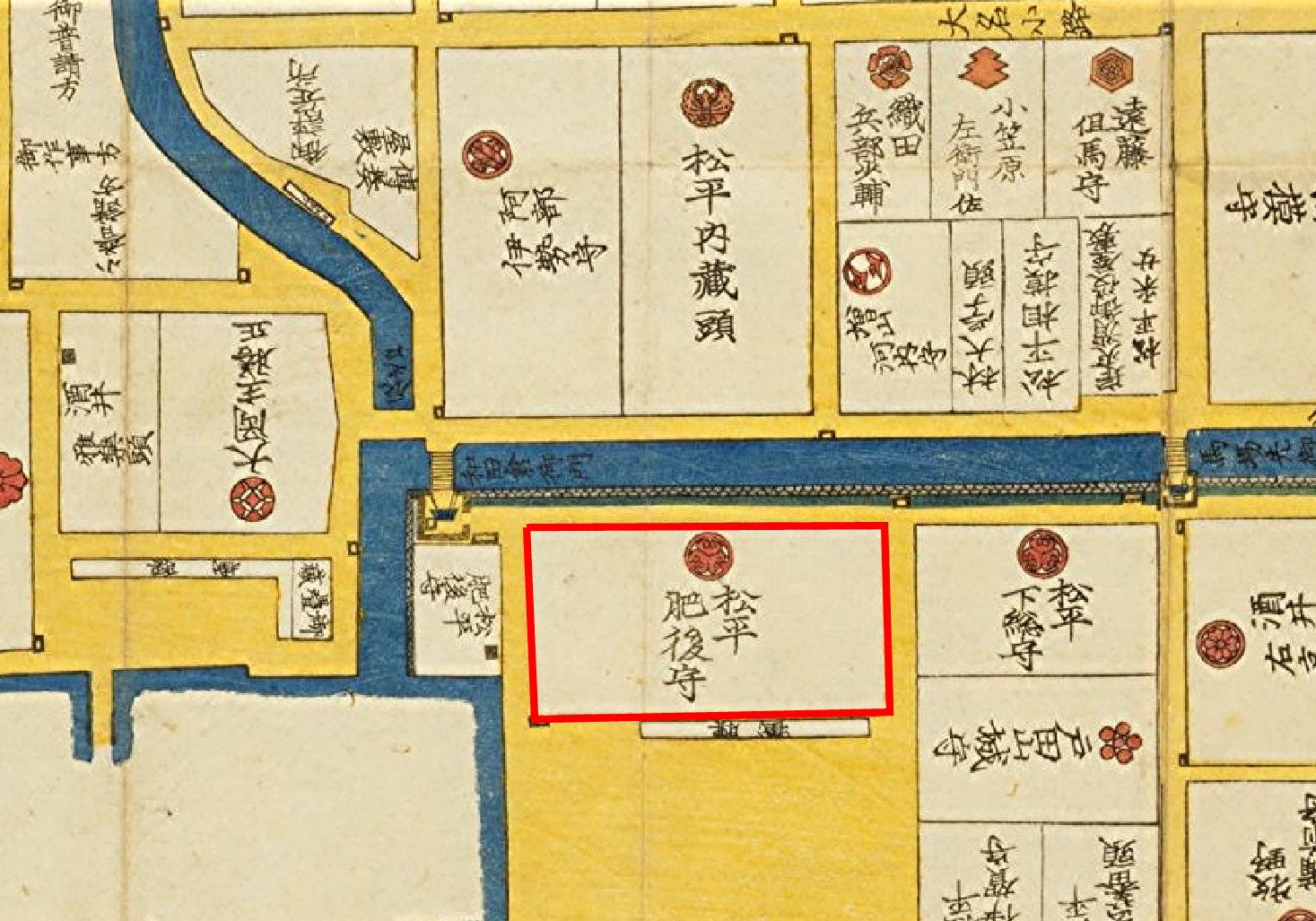
Hoshina-Matsudaira-Residenz in Edo

Wappen der Hoshina

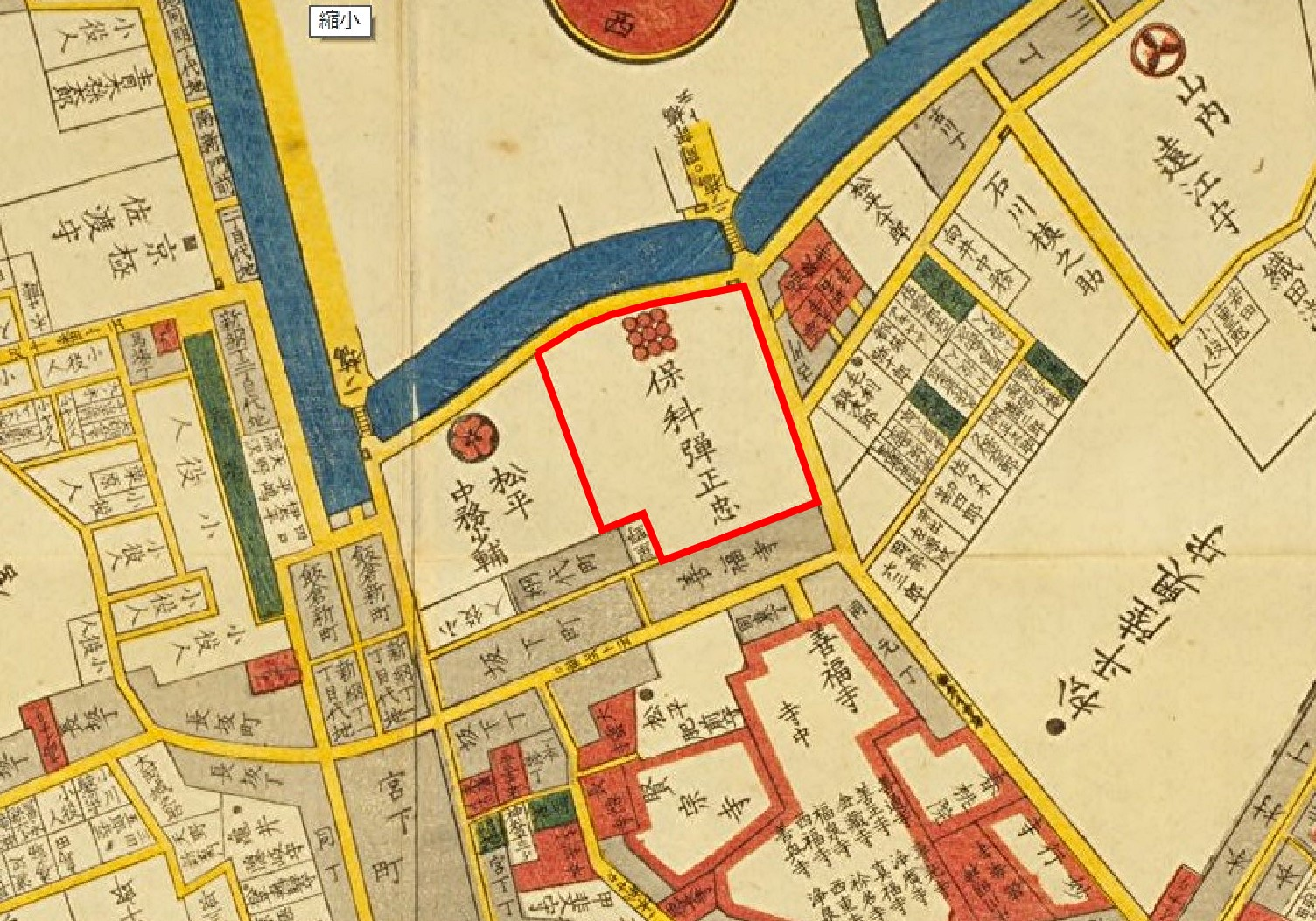
Hoshina-Residenz in Edo

Die Hoshina (japanisch 保科氏, Hoshina-shi) waren eine Familie des japanischen Schwertadels (Buke) aus der Provinz Mikawa, die sich von Minamoto no Yorisue (Seiwa-Genji) ableitete.
Sie spalteten sich in die Hoshina-Matsudaira (保科松平家, Hoshina-Matsudaira-ke) bzw. Aizu-Matsudaira (会津松平家, Aizu-Matsudaira-ke), die in (Aizu-)Wakamatsu residierten und als Landesherren von Aizu (=spätere Präfektur Wakamatsu, heute hauptsächlich Teil der Präfektur Fukushima) mit einem Territorium mit 230.000 Koku Einkommen zu den größeren Fudai-Daimyō der Edo-Zeit gehörten, sowie die Nebenlinie Iino-Hoshina (飯野保科氏, Iino-Hoshina-shi) als Herrscher von Iino mit zuletzt 20.000 Koku mit Herrschersitz im Dorf Iino in der heutigen Stadt Futtsu in der Präfektur Chiba.

## Genealogie
- Masatoshi (正俊; 1511–1593) war ursprünglich ein Vasall der Takatō, dann der Takeda, nachdem erstere von Takeda Shingen besiegt wurden, der Masatoshi die Burg Takatō[Anm. 1] (Shinano) übertrug.[3]
- Masanao (正直; 1542–1601), ein Sohn Masatoshis, erhielt 1590 von Toyotomi Hideyoshi die „Domäne“ (von der häufigen engl. Übersetzung [feudal] domain für japanische -han) Tako mit Sitz in Tako[Anm. 2] (Shimousa) mit 10.000 Koku.
- Masamitsu (正光; 1561–1631), ein Sohn Masanaos, erhielt nach der Schlacht von Sekigahara die kleine Domäne Takatō mit 30.000 Koku.

### Hoshina-/Aizu-Matsudaira (Hauptlinie)
- Masayuki (正之; 1609–1672), adoptierter Sohn Masamitsus, war der vierte Sohn des Shogun Tokugawa Hidetada und somit Bruder von Tokugawa Iemitsu. Auf Grund dieser Verbindung erhielt er 1636 Yamagata (Dewa) mit einem Einkommen von 200.000 Koku. Acht Jahre später wechselte er nach Wakamatsu (Mutsu) mit 230.000 Koku. Iemitsu stellte vor seinem Tode seinen Sohn Ietsuna unter den Schutz Masayukis. Masayuki ist bekannt als guter Administrator und als Gelehrter. Er und seine Nachkommen führten den Namen Matsudaira.
- Matsudaira Katamori (容保; 1836–1893) war der letzte Daimyō dieses Zweiges. Zur Zeit der Meiji-Restauration zeigte er sich als entschiedener Verteidiger des Shogunats. So leistete er 1868 Widerstand gegen die kaiserlichen Truppen bis zum September. Er wurde unter Hausarrest gestellt, erhielt dann aber die Aufsicht über die Begräbnisstätte der Tokugawa, den Tōshōgū in Nikkō. Sein Sohn Kataharu erhielt 1869 die Domäne Tonami[Anm. 3] (Mutsu) mit 30.000 Koku. Nach 1868 Vizegraf.

### Iino-Hoshina (Nebenlinie)
- Masasada (正貞; 1588–1661), Bruder und Adoptivsohn Masamitsus, begründete 1648 einen Zweig, der bis 1868 in einem Festen Haus (jinya) in Iino[Anm. 4] (Kazusa) mit 20.000 Koku residierte. Danach Vizegraf.